# Soglia del dolore
La soglia del dolore è il punto lungo una curva di percezione crescente di uno stimolo in cui il "dolore" comincia ad essere percepito. Si tratta di un punto della curva completamente soggettivo.
Risulta sempre opportuno mantenere una netta distinzione tra lo "stimolo" (ovvero un qualcosa di esterno che può essere direttamente misurato con uno strumento appropriato) e la percezione di quello stimolo come doloroso da parte dell'individuo (ovvero qualcosa di interno e soggettivo che può essere misurato solo indirettamente con strumenti quali scale analogiche visive).
La IASP definisce la soglia del dolore come: La minima intensità alla quale uno stimolo è percepito come doloroso.
Si parla di intensità di soglia riferendosi al punto in cui uno stimolo (calore, pressione) per un dato individuo viene ad essere considerato dolore, a differenza della soglia del dolore che viene ad essere completamente soggettiva l'intensità di soglia è oggettiva ed indica la misura (i gradi di temperatura o i bar di pressione) che devono essere esercitati per raggiungere la soglia del dolore.
La soglia del dolore varia non solo tra individui ma può variare anche per lo stesso individuo a distanza di tempo.